# Zwitserland op het Eurovisiesongfestival 1978
Zwitserland nam deel aan het Eurovisiesongfestival 1978, gehouden in Parijs, Frankrijk. Het was de 23ste deelname van het land.

## Selectieprocedure
De nationale finale vond plaats in de studio's van DRS in Zürich. In de finale deden er zeven liedjes mee en werd de winnaar gekozen door drie regionale jury's.
De uiteindelijke winnaar was Carole Vinci met het lied Vivre met 32 punten, slechts 1 punt meer dan de tweede.

### Nationale finale
| Plaats | Artiest               | Lied                                        | Punten |
| ------ | --------------------- | ------------------------------------------- | ------ |
| 1      | Carole Vinci          | Vivre                                       | 32     |
| 2      | Alain Morisod & Group | Hey, le musicien                            | 31     |
| 3      | Françoise Rime        | Quand l'amour rencontre un jour une chanson | 23     |
| 4      | Salvo Ingrassia       | Solo tu                                     | 21     |
| 5      | Marisa Frigerio       | Il chiromante                               | 16     |
| 6      | Piera Martell         | Hier, Pierre                                | 11     |
| 7      | Isabelle Alba         | Colombo chante                              | 11     |

## In Parijs
Zwitserland moest als negende aantreden op het festival, net na Verenigd Koninkrijk en voor België. Op het einde van de puntentelling bleek dat ze 65 punten hadden verzameld, goed voor een gedeelde negende plaats.
Nederland had acht punten over voor de Zwitserse inzending, België ook zeven punten.

### Gekregen punten

#### Finale
| 12 punten   | 10 punten    | 8 punten                | 7 punten                       | 6 punten                    |
| ----------- | ------------ | ----------------------- | ------------------------------ | --------------------------- |
|             | - Oostenrijk | - Luxemburg - Nederland | - België - Frankrijk           | - Duitsland                 |
| 5 punten    | 4 punten     | 3 punten                | 2 punten                       | 1 punt                      |
| - Noorwegen | - Spanje     | - Denemarken            | - Monaco - Verenigd Koninkrijk | - Finland - Israël - Italië |

### Punten gegeven door Zwitserland

#### Finale
Punten gegeven in de finale:
| 12 punten | Israël              |
| 10 punten | België              |
| 8 punten  | Spanje              |
| 7 punten  | Ierland             |
| 6 punten  | Frankrijk           |
| 5 punten  | Monaco              |
| 4 punten  | Griekenland         |
| 3 punten  | Duitsland           |
| 2 punten  | Verenigd Koninkrijk |
| 1 punt    | Italië              |

1956 · 1957 · 1958 · 1959 · 1960 · 1961 · 1962 · 1963 · 1964 · 1965 · 1966 · 1967 · 1968 · 1969 · 1970 · 1971 · 1972 · 1973 · 1974 · 1975 · 1976 · 1977 · 1978 · 1979 · 1980 · 1981 · 1982 · 1983 · 1984 · 1985 · 1986 · 1987 · 1988 · 1989 · 1990 · 1991 · 1992 · 1993 · 1994 · 1995 · 1996 · 1997 · 1998 · 1999 · 2000 · 2001 · 2002 · 2003 · 2004 · 2005 · 2006 · 2007 · 2008 · 2009 · 2010 · 2011 · 2012 · 2013 · 2014 · 2015 · 2016 · 2017 · 2018 · 2019 · 2020 · 2021 · 2022 · 2023 · 2024 · 2025